# Číměř (Třebíči járás)
Číměř település Csehországban, a Třebíči járásban. Číměř Vladislav, Koněšín és Třebenice településekkel határos. Lakosainak száma 227 fő (2024. január 1.).

## Népesség
A település lakosságának változását az alábbi diagram mutatja:
| Lakosok száma | 192  | 184  | 213  | 176  | 210  | 215  | 197  | 201  | 219  | 227  |
|               | 1869 | 1890 | 1921 | 1950 | 1980 | 2001 | 2017 | 2019 | 2022 | 2024 |